# دانشجویان برای عدالت در فلسطین
دانشجویان برای عدالت در فلسطین (به انگلیسی: Students for Justice in Palestine) (اختصاری اس‌جِی‌پی) (به عربی: طلاب من أجل العدالة في فلسطين) یک سازمان فعال دانشجویی طرفدار فلسطین در ایالات متحده، کانادا و نیوزلند است. این کمپین برای بایکوت و واگذاری سرمایه‌گذاری علیه شرکت‌هایی که با اسرائیل سروکار دارند و رویدادهایی دربارهٔ نقض حقوق بشر اسرائیل سازماندهی کرده است. در سال ۲۰۱۱، نیویورک تایمز گزارش داد که «اس‌جی‌پی، که در سال ۲۰۰۱ در دانشگاه کالیفرنیا، برکلی تأسیس شد، به صدای برجسته طرفدار فلسطین در دانشگاه تبدیل شده است.»
از سال ۲۰۱۹، اس‌جی‌پی بیش از ۲۰۰ شعبه در دانشگاه‌های آمریکا و کانادا داشت. برخی از شعبه‌های اس‌جی‌پی در ایالات متحده نام کمیته همبستگی فلسطین یا دانشجویان برای حقوق برابر فلسطینی‌ها را برگزیده اند. در کانادا، برخی از شعبه‌های اس‌جی‌پی نام دانشجویان علیه آپارتاید اسرائیل (اس‌ای‌آی‌ای) یا همبستگی برای حقوق بشر فلسطین (اس‌پی‌اچ‌آر) را برگزیده‌اند.

## پیشینه
دانشجویان برای عدالت در فلسطین در سال ۱۹۹۳ در دانشگاه کالیفرنیا، برکلی تأسیس شد. چندین رویداد در بهار ۱۹۹۳ برگزار شد و در پاییز به‌طور رسمی توسط دانشگاه به رسمیت شناخته شد. پس از اینکه وضعیت سازمان برای مدت کوتاهی در سال ۱۹۹۹ مسکوت ماند، در زمان انتفاضه دوم فلسطین، که در سپتامبر ۲۰۰۰ آغاز شد، دوباره احیا شد
در سال ۲۰۰۲، بخش برکلی اولین کنفرانس ملی دانشجویی جنبش همبستگی فلسطین (پی‌اس‌ام) را برای هماهنگ‌کردن فعالیت‌های همبستگی فلسطین در سراسر کشور ترتیب داد. کنفرانس‌های ملی بعدی در دانشگاه میشیگان-آن آربور، دانشگاه ایالتی اوهایو، دانشگاه دوک و دانشگاه جورج تاون برگزار شد.

پی‌اس‌ام تا زمانی که در سال ۲۰۰۶ منحل شد به عنوان یک سازمان چتر ملی برای اس‌جی‌پی و سایر گروه‌ها عمل کرد. در اکتبر ۲۰۱۱، اس‌جی‌پی اولین کنفرانس ملی خود را در دانشگاه کلمبیا برگزار کرد که ۴۰ شعبه در آن شرکت کردند. کنفرانس در ۱۶ اکتبر ۲۰۱۱ در مورد نقاط وحدت سازمان تصمیم گرفت. نقاط وحدت مقرر:
دانشجویان برای عدالت در فلسطین یک سازمان دانشجویی است که در همبستگی با مردم فلسطین فعالیت می‌کند و از حق تعیین سرنوشت آنها حمایت می‌کند. این کشور متعهد به پایان دادن به اشغال و استعمار تمامی سرزمین‌های عربی توسط اسرائیل و برچیدن دیوار جدایی است. این کشور حقوق اساسی شهروندان عرب فلسطینی اسرائیل را در برابری کامل به رسمیت می‌شناسد. این سازمان خواستار احترام، حمایت و ارتقای حقوق پناهندگان فلسطینی برای بازگشت به خانه‌ها و املاک خود است که در قطعنامه ۱۹۴ مجمع عمومی سازمان ملل متحد تصریح شده است.
کنفرانس‌های ملی اخیر دانشجویان برای عدالت در فلسطین در دانشگاه کلمبیا (۲۰۱۱)، دانشگاه میشیگان (۲۰۱۲)، دانشگاه استنفورد (۲۰۱۳)، دانشگاه تافتس (۲۰۱۴)، دانشگاه ایالتی سن دیگو (۲۰۱۵)، دانشگاه جورج میسون (۲۰۱۶)، دانشگاه هیوستون (۲۰۱۷)، دانشگاه کالیفرنیا – لس آنجلس (۲۰۱۸ و ۲۰۲۳)، دانشگاه مینه سوتا (۲۰۱۹)، و به صورت مجازی (۲۰۲۱) برگزار شده است.

## اعتراضات
دانشجویان برای عدالت در فلسطین به خاطر تظاهرات نمایشگرانه که زندگی فلسطینی‌ها را برای مردم در محوطه دانشگاه‌ها نمایش می‌دهد، از جمله از طریق تظاهرات در بازسازی ایست‌های بازرسی نظامی اسرائیل، بازداشت‌ها و دیوار جدایی کرانه باختری، که آنها آن را «دیوار آپارتاید» می‌نامند، شناخته شدند.

### «مبارزه آزادی بیان» دریوسی برکلی
در سال ۲۰۰۱، بخش اس‌جی‌پی دانشگاه کالیفرنیا، برکلی، بنای یادبود کشتار دیر یاسین را برای اشغال ساختمان دانشگاه و اختلال در امتحان میان ترم در حال انجام برای بیش از ۶۰۰ دانشجو به عنوان بخشی از اعتراض به سرمایه‌گذاری‌های دانشگاه در اسرائیل انتخاب کرد. پلیس پس از هشدار به دانشجویان خاطی، اشغال را شکست. هفتاد و نه معترض به دلیل تخطی و مقاومت در برابر دستگیری، دستگیر شدند. یکی از معترضان پس از گاز گرفتن یک افسر پلیس به اتهام ارتکاب جرم به زندان افتاد.
پس از دستگیری‌ها، اس‌جی‌پی از فعالیت در یوسی برکلی منع شد، که یک ماه بعد باعث اعتراض اس‌جی‌پی توسط ۲۰۰ تظاهرکننده شد. رئیس دانشگاه بردال گفت: «این مهم است که درک کنیم که این موضوع نه بحث آزادی بیان است و نه حق برگزاری تظاهرات در محوطه دانشگاه. موضوع اشغال یک ساختمان دانشگاهی است و تداخل با حقوق سایر دانشجویان برای ادامه تحصیلات آنها است.»
دانشجویان و اعضای هیئت علمی در برکلی گفتند که اعتراضات اس‌جی‌پی باعث افزایش قطبیت شد و نسبت به سایر اعتراضات در برکلی «خصمانه» تر بود. یکی از دانش‌آموزان تظاهرکننده‌ای را با تابلویی که ستاره داوود را با صلیب شکسته مقایسه می‌کند به یاد می‌آورد. «دانشجویان برای عدالت در فلسطین» در میان منتقدان لقب «دانشجویان برای فقط ما در فلسطین» انتخاب کردند.

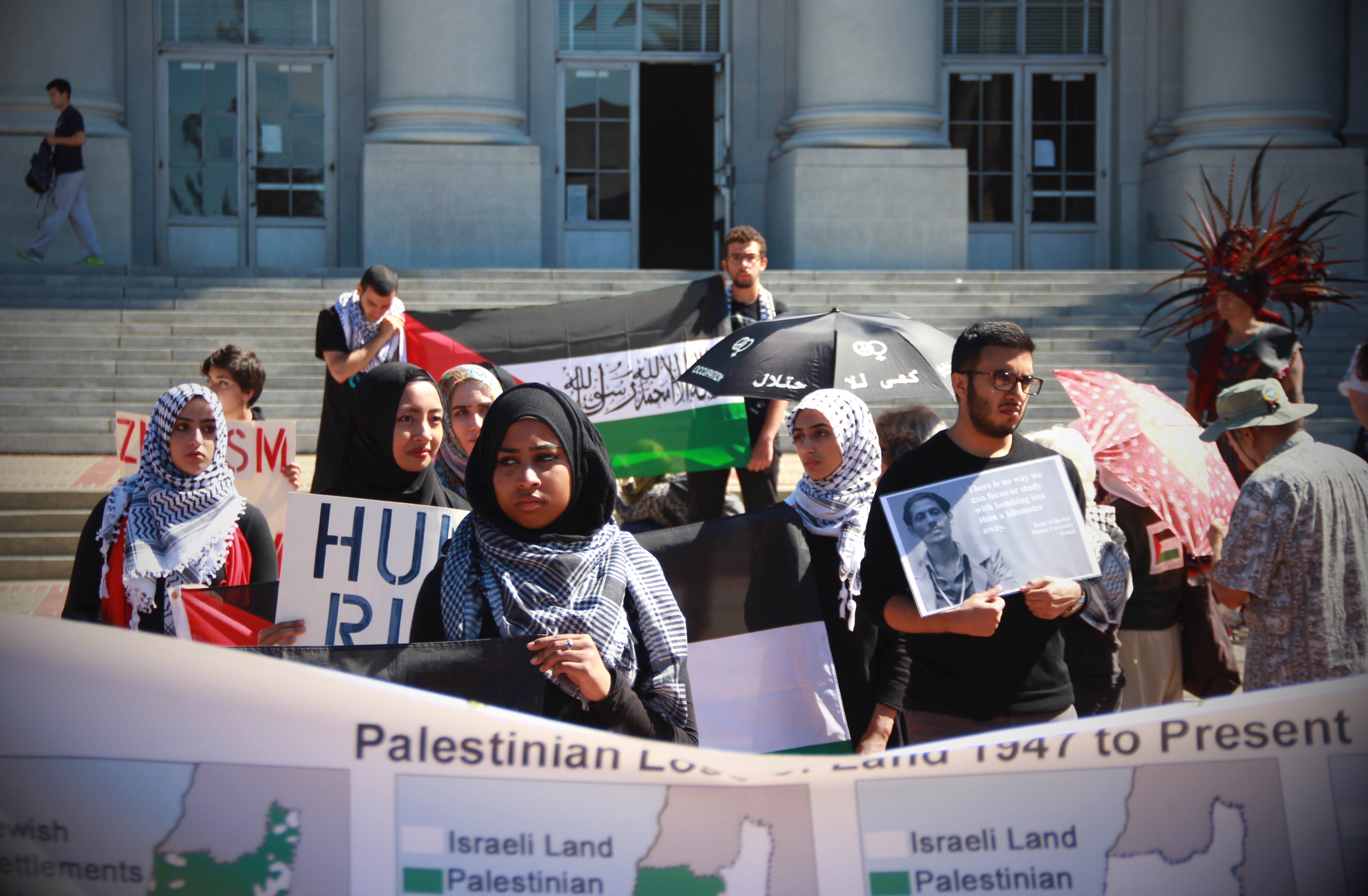
معترضان در تجمع دانشجویان برای عدالت در فلسطین در برکلی، کالیفرنیا، ۲۰۱۴

در ۹ آوریل ۲۰۰۲، اس‌جی‌پی در سالن ویلر، یکی از بزرگ‌ترین ساختمان‌های کلاس درس دانشگاه کالیفرنیا، برکلی، تحصن کرد. پلیس به محل حادثه فراخوانده شد و به دانشجویان دستور ترک یا بازداشت داده شد. ۴۱ دانشجو محل را ترک نکردند و با تخلفات مختلف از آئین‌نامه دانشجویی بازداشت و متهم شدند. دانشگاه همچنین اس‌جی‌پی را از شرکت در اعتراضات در محوطه دانشگاه منع کرد.

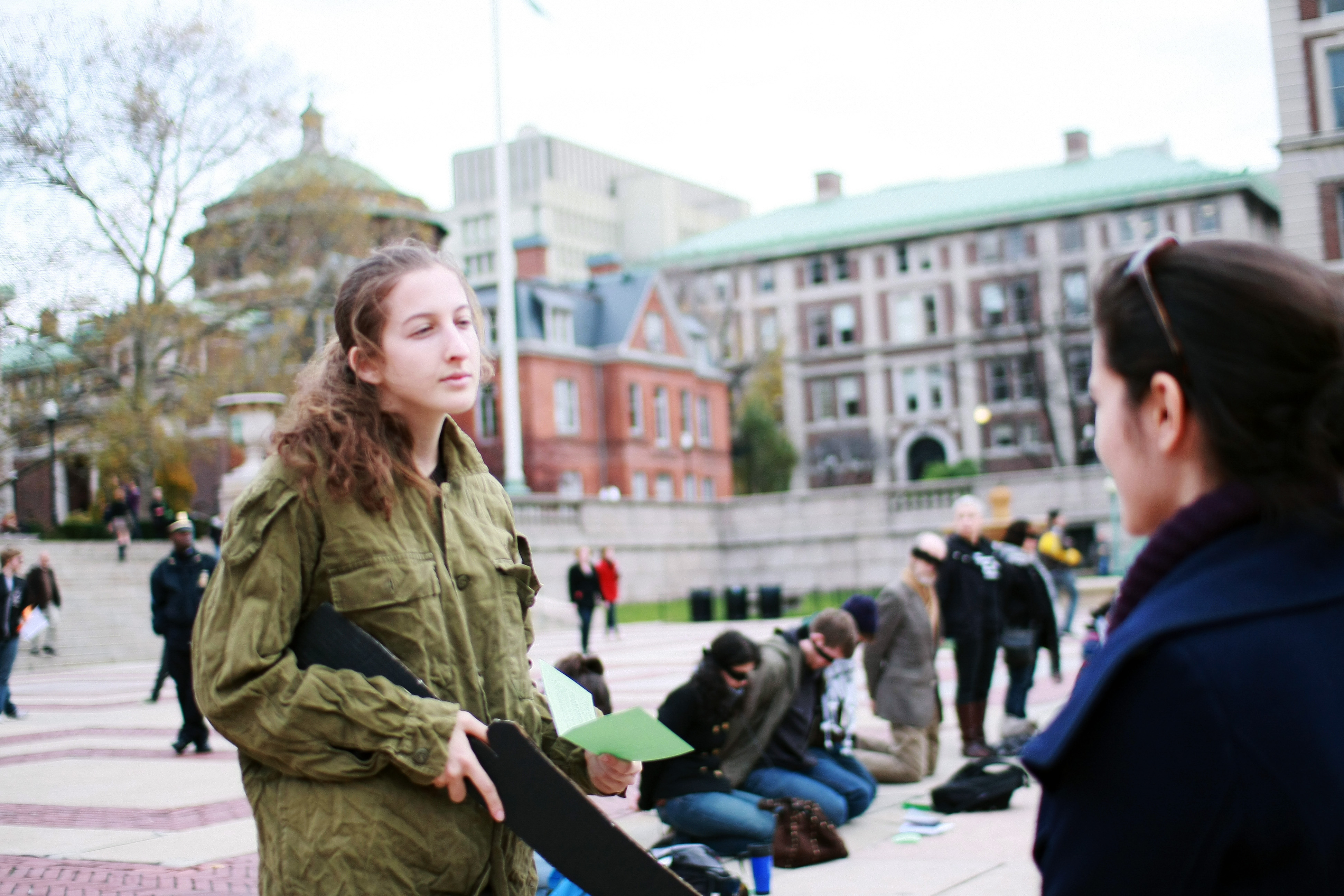
دانشجویان کلمبیا برای عدالت در فلسطین یک ایست بازرسی ساختگی اسرائیل را برای افزایش آگاهی در مورد نقض حقوق بشر و متعاقب آن مانع از آموزش ترتیب دادند.

### تعلیق‌ها
در مارس ۲۰۱۴، مرکز مشارکت دانشجویان در دانشگاه نورث ایسترن، اس‌جی‌پی را به مدت یک سال پس از حادثه ای که مرکز آن را «ارعاب» دانشجویان دیگر نامید، تعلیق کرد. دانشگاه در ماه آوریل با اس‌جی‌پی به توافق رسید که در ازای یک ترم آزمایشی، تعلیق را لغو کرد، که طی آن اس‌جی‌پی مجاز بود طبق معمول فعالیت کند.

### جنگ اسرائیل و غزه، تعلیق، و ممنوعیت دانشگاه‌های دولتی فلوریدا
مدیران برخی از دانشگاه‌ها وقتی اس‌جی‌پی حمله ۷ اکتبر حماس به اسرائیل را «پیروزی تاریخی مقاومت فلسطین» خواند و از «روز مقاومت» در ۱۲ اکتبر که شامل تظاهرات شعب آن در بیش از ۲۰۰ کالج در آمریکا و کانادا بود، انتقاد کردند.
شعبه اس‌جی‌پی دانشگاه تافتس به دلیل ابراز حمایت از حملات حماس به اسرائیل در ایمیلی با انتقاد مواجه شد. تافت اس‌جی‌پی در نامه ای از «خلاقیت» حماس در انجام حملات قدردانی کرد. دانشگاه با تأکید بر اینکه هیچ گروه دانشجویی به جای دانشگاه صحبت نمی‌کند، این بیانیه را تأیید نکرد. بخش اتحادیه ضد افترا نیو انگلند اظهارات تافت اس‌جی‌پی را محکوم کرد و آن را «زشت» خواند. هیلل دانشگاه هاروارد نامه این گروه دانشجویی را «بیانیه ظالمانه ای خواند که اسرائیل را مسئول خشونت‌های انجام شده توسط تروریست‌های حماس می‌داند - گروهی که مخالف صلح بوده و از زمان تأسیس خواهان نابودی اسرائیل بوده است.» شعبه تافت اس‌جی‌پی مراسمی را در ۱۰ اکتبر در سوگ جان باختگان غزه در روزهای گذشته سازماندهی کرد که در آن زمان به ۱۰۰۰ نفر رسید.
در اکتبر ۲۰۲۳، ران دیسانتیس، فرماندار فلوریدا، به دانشگاه‌های ایالتی دستور داد که اس‌جی‌پی را در محوطه دانشگاه‌ها ممنوع کنند، به این ادعا که این سازمان به‌طور غیرقانونی از شبه نظامیان حماس که به اسرائیل حمله کرده‌اند، حمایت می‌کند. رئیس نظام دانشگاه دولتی ، ری رودریگز، این دستورالعمل را صادر کرد، که این ممنوعیت را بر اساس «ابزاری» استوار کرد که سازمان ملی شعبه‌های خود را ارائه کرد و حمله حماس را «مقاومت» نامید و تأکید کرد که «دانشجویان فلسطینی در تبعید جزء جدانشدنی این جنبش هستند». نظام دانشگاه به قانون فلوریدا استناد می‌کند که حمایت از سازمان‌های تروریستی خارجی را جرم انگاری می‌کند. اس‌جی‌پی حداقل در دو دانشگاه فلوریدا، دانشگاه فلوریدا و دانشگاه فلوریدا جنوبی فعال بود. این اقدام به عنوان بخشی از موضع تشدید شده دیسانتیس طرفدار اسرائیل در طول جنگ اسرائیل و غزه توصیف شد که انتقادهایی را برای سرکوب بالقوه آزادی بیان در دانشگاه‌ها برانگیخت.
در ۲۵ اکتبر، اتحادیه ضد افترا (ای‌دی‌ال)، نامه ای سرگشاده، با همکاری مرکز براندیس، به بیش از ۲۰۰ کالج فرستاد و از آنها خواست که در بخش‌های اس‌جی‌پی برای حمایت از حماس تحقیق کنند. ای‌دی‌ال می‌گوید که بسیاری از بخش‌های اس‌جی‌پی حمله حماس به اسرائیل را تأیید می‌کنند که احتمالاً قوانین علیه حمایت مادی از گروه‌های تروریستی را نقض می‌کند. اس‌جی‌پی این ادعاها را رد می‌کند و تأکید می‌کند که اعتراضات مستقل برای حقوق فلسطینی‌ها به منزله حمایت از تروریسم نیست.
در اواسط نوامبر، دانشگاه جورج واشینگتن فعالیت اس‌جی‌پی را در محوطه خود به حالت تعلیق درآورد، زیرا فعالان اس‌جی‌پی شعارهایی را بر ساختمان کتابخانه استل و ملوین گلمن، از جمله «شکوه بر شهدای ما» و «فلسطین را از نهر تا بحر آزاد کنید» نوشت. در نوامبر، دانشگاه کلمبیا همچنین بخش اس‌جی‌پی خود را به حالت تعلیق درآورد و گفت که این باشگاه همراه با صدای یهودی برای صلح، با برگزاری اعتراضات غیرمجاز، سیاست‌های دانشگاه را زیر پا گذاشته است. طی چند روز پس از تعلیق کلمبیا، ائتلاف محرومیت آپارتاید دانشگاه کلمبیا، شامل بیش از ۸۰ گروه دانشجویی، دوباره فعال شد (از سال ۲۰۲۰ غیرفعال بود) و به فعالیت‌های خود در حمایت از آتش‌بس، واگذاری دانشگاه‌ها و قطع روابط با نهادهای اسرائیلی ادامه داد.
در پی اعتراضات دانشگاه کلمبیا در حمایت از فلسطین در سال ۲۰۲۴، دانشگاه پنسیلوانیا جایگاه شعبه اس‌جی‌پی خود را لغو کرد و هاروارد کمیته همبستگی فلسطین خود را به حالت تعلیق درآورد.

## یادداشت
1. ↑  Wertheimer, Linda K. (2016-08-03). "Students and the Middle East Conflict". The New York Times (به انگلیسی). ISSN 0362-4331. Retrieved 2024-02-16.
2. ↑  Kaplan, Talia (October 30, 2019). "Pro-Palestinian college group is 'main driver of Jew-hatred on campus,' study suggests". Fox News. Retrieved August 28, 2020. “There was a summit on anti-Semitism and we presented our findings, and now this report is focusing on the National Students for Justice in Palestine. They have over 200 chapters in Canadian and American universities and we believe that they are sort of the shock troops of contemporary anti-Semitism on campus. ”
3. 1 2  Rosenfeld, Arno (2023-12-20). "The secret history and uncertain future of Students for Justice in Palestine". The Forward (به انگلیسی). Retrieved 2024-02-16.
4. ↑  "Jewish Leftists Disrupt Kadima MK Speech at U.S. University". Haaretz.
5. ↑  "2/15-18: Palestine Solidarity Movement Nat'l Student Conf". Indybay [San Francisco Bay Area Independent Media Center]. 2002. Retrieved 2024-02-13.
6. ↑  Morrisson, Suzanne (2015). The boycott, divestment, and sanctions movement: activism across borders for Palestinian justice (Thesis). London: London School of Economics and Political Science. p. 90. Retrieved 2024-02-13.
7. ↑  Students for Justice in Palestine, Anti-Defamation League website, April 27, 2010.
8. ↑  Organizations Resolve to Organize Nationally for Palestine بایگانی‌شده  در ۲۰۱۷-۰۸-۱۳ توسط Wayback Machine Students for Justice in Palestine website, accessed April 18, 2013.
9. ↑  "Get Involved". National Students for Justice in Palestine (به انگلیسی). Retrieved 2024-02-16.
10. ↑  Blinder, Alan (2023-11-17). "Inside the Pro-Palestinian Group Protesting Across College Campuses". The New York Times (به انگلیسی). ISSN 0362-4331. Retrieved 2024-02-20. The network’s constellation of tactics and rhetoric, including theatrical demonstrations with “apartheid walls” and mock Israeli checkpoints, has been replicated on campuses across the country.
11. ↑  "Daily Cal – 10 April 2002 – Israeli, Palestinian Backers Clash During Campus Rally". Archived from the original on December 22, 2011.
12. ↑  "Pro-Palestine protesters rally for free speech. Category: Page One from The Berkeley Daily Planet". www.berkeleydailyplanet.com.
13. ↑  Blinder, Alan. "Inside the Pro-Palestinian Group Protesting Across College Campuses". New York Times. Retrieved November 17, 2023.
14. ↑  "09.25.2002 - Hearings to begin Monday for UC Berkeley students facing charges from Wheeler Hall sit-in". Home | University of California, Berkeley. September 25, 2002. Retrieved August 23, 2020.
15. ↑  "Students protest ban by Berkeley chancellor". San Mateo County Times. 3 May 2002.
16. ↑  Northeastern University Bans ‘Students for Justice in Palestine’ for Intimidating Students, 12 March 2014
17. ↑  "Northeastern U. suspends pro-Palestinian group". March 13, 2014.
18. ↑  "Northeastern University lifts suspension of Students for Justice in Palestine". Electronic Intifada. 22 April 2014.
19. ↑  Hay, Andrew (2023-10-26). "Florida's DeSantis bans pro-Palestinian student group". Reuters (به انگلیسی). Retrieved 2023-10-29.
20. 1 2  Umholtz, Katelyn. "Tufts group criticized for pro-Hamas comment amid Israel conflict". www.boston.com (به انگلیسی). Retrieved 2024-02-21.
21. ↑  "Tufts Students for Justice in Palestine group is ripped for 'obscene' comments about Hamas' terrorist attacks on Israel". Boston Herald (به انگلیسی). 2023-10-10. Retrieved 2023-10-29.
22. ↑  Rodrigues, Ray (2023-10-24). "Deactivation of National Students for Justice in Palestine" (PDF).
23. ↑  "DeSantis bans Students for Justice in Palestine from Florida college campuses for providing 'support' to Hamas". Fortune (به انگلیسی). Retrieved 2023-10-29.
24. ↑  Valinsky, Jordan (2023-10-27). "Anti-Defamation League accuses pro-Palestine student groups of siding with terrorism | CNN Business". CNN (به انگلیسی). Retrieved 2023-10-29.
25. ↑  Weil, Martin; Svrluga, Susan (2023-11-15). "GWU suspends group over projection of pro-Palestinian slogans". Washington Post (به انگلیسی). ISSN 0190-8286. Retrieved 2023-11-19.
26. ↑  Tress, Luke (2024-01-18). "Columbia University's Students for Justice in Palestine and Jewish Voice for Peace remain suspended as new semester begins". Jewish Telegraphic Agency (به انگلیسی). Retrieved 2024-01-21.
27. ↑  Mendell, Chris; Negesse, Gelila (2023-11-28). "Over 80 student groups form coalition following suspension of SJP, JVP". Columbia Daily Spectator. Retrieved 2024-02-21.
28. ↑  Binday, Ben. "University bans pro-Palestinian student group Penn Against the Occupation from campus". www.thedp.com (به انگلیسی). Retrieved 2024-04-24.
29. ↑  "Harvard Suspends Palestine Solidarity Committee Amid Wave of Protests on College Campuses | News | The Harvard Crimson". www.thecrimson.com. Retrieved 2024-04-24.